# Didowyczi
Didowyczi (ukr. Дідовичі) – wieś na Ukrainie, w obwodzie żytomierskim, w rejonie nowogrodzkim. W 2001 roku liczyła 606 mieszkańców.